# Trận Kamdesh
Trận Kamdesh diễn ra ngày 3 tháng 10 năm 2009, khi một lực lượng 300 phiến quân Taliban tấn công hai tiền đồn hẻo lánh của Mĩ ở quận Kamdesh của tỉnh Nuristan ở miền đông Afghanistan. Các tay súng phiến quân ào ạt kéo ra từ một ngôi làng và một đền thờ, tấn công hai tiền đồn gần biên giới Pakistan, làm thiệt mạng tám binh sĩ Hoa Kỳ và bốn người lính Afghanistan trong trận đánh được coi là một trong những cuộc giao tranh dữ dội nhất tại quốc gia này trong tám năm. Quân Mĩ rút quân khỏi tiền đồn không lâu sau trận đánh. Phía Taliban nhanh chóng loan báo "chiến thắng" vì buộc quân đội đồng minh phải rút quân và nói kéo được cờ trên thị trấn này. Tuy nhiên, việc triệt thoái được chuẩn bị từ trước khi xảy ra trận đánh ngày 3 tháng 10 và là một phần của chiến lược rộng lớn do tư lệnh quân đội Hoa Kỳ ở Afghanistan đưa ra. Tướng Stanley A. McChrystal từ mấy tháng trước đó dự trù rút bỏ các tiền đồn hẻo lánh bị cô lập trong khu vực cứ địa của địch quân để chú trọng nhiều hơn vào các vùng đông dân.

## Bối cảnh
Phía Taliban mở ra cuộc tấn công này, gây tổn thất lớn nhất cho quân đội đồng minh kể từ khi xảy ra cuộc tấn công tương tự vào tháng 7, năm 2008 làm thiệt mạng 9 binh sĩ Hoa Kỳ trong cùng khu vực núi non được coi là khu vực an toàn của al-Qaeda. Quân đội Hoa Kỳ rút quân khỏi các khu vực cô lập để chú trọng vào các vùng đông dân cư.
Chính phủ Obama cố gắng đưa ra một chiến lược mới nhằm trấn áp thành phần Taliban, kể cả  việc có thể đưa thêm 40.000 lính tới Afghanistan. Quân đội Hoa Kỳ lúc này có 65.000 lính chiến đấu ở nơi đây. Vùng Kamdesh, một nơi hiểm trở, ít đường sá di chuyển và hoàn toàn không được phủ sóng điện thoại. Kamdesh, nằm cách biên giới Pakistan chừng 30 cây số và cách Kabul chừng 230 cây số, là vùng an toàn của al-Qaeda và thành phần phiến quân trung thành với sứ quân Gulbuddin Hekmatyar.

## Trận đánh
Cuộc giao tranh xảy ra vào lúc bình minh ngày 3 tháng 10 và kéo dài mấy giờ đồng hồ, có sự tham dự của phi cơ Hoa Kỳ được gọi đến yểm trợ. Hai tiền đồn này nằm trên một ngọn đồi, một ở gần đỉnh và một ngay chân đồi, bao chung quanh bởi ngôi làng ở một bên và bên kia là đền thờ Hồi giáo. Khoảng gần 300 tay súng phiến quân tràn ngập tiền đồn do lính Afghanistan canh giữ phía dưới sau đó vòng lên đánh vào đồn Hoa Kỳ từ hai mặt. Khoảng 15 lính cảnh sát Afghanistan bị Taliban bắt, kể cả một cấp chỉ huy địa phương và người phụ tá của ông ta. Một phát ngôn viên Taliban, Zabiullah Mujahid, nói một hội đồng sẽ xét xử số phận của những người bị bắt, xác nhận việc bắt giữ hai viên chức cao cấp địa phương. Khu vực giao tranh chỉ cách biên giới Pakistan chừng 30 cây số và cách Kabul khoảng 230 cây số. Đại tá Hoa Kỳ Randy George, người chỉ huy khu vực, nói "đây là một cuộc tấn công có phối hợp trong một vùng hiểm trở và cả binh sĩ Hoa Kỳ cùng Afghanistan đều chiến đấu anh dũng."

## Hậu quả
Trong một bản thông cáo của NATO, có khoảng 100 phiến quân bị giết trong cuộc tấn công. Lực lượng đồng minh trước đó chỉ nói là gây "tổn thất nặng nề" cho phiến quân trong khi chống trả cuộc tấn công với hỏa lực phi pháo yểm trợ. Cuộc tấn công của hàng trăm tay súng Taliban khiến tám binh sĩ Hoa Kỳ và hai binh sĩ Afghanistan thiệt mạng. Phiến quân bắt giữ hàng chục lính cảnh sát chính phủ và cấp chỉ huy của họ.
Ngày 5 và 6 tháng 10, các đơn vị Hoa Kỳ và Afghanistan càn quét khu vực rừng núi phía Đông Afghanistan, hạ sát khoảng 40 phiến quân trong cuộc săn lùng các thành phần mở cuộc tấn công gây nhiều tổn thất cho liên quân đồng minh. Có 10 binh sĩ chính phủ tử trận trong cuộc hành quân này, với phần lớn tại quận Kamdesh thuộc tỉnh Nuristan. Trong khi đó, phiến quân tiếp tục mở các cuộc tấn công lẻ tẻ khác trên khắp lãnh thổ Afghanistan, kể cả vụ đặt mìn tấn công đoàn xe NATO ở quận Sayed Abad, nằm về phía Tây Kabul làm bị thương hai binh sĩ ngoại quốc. Cùng ngày 6 tháng 10, một toán tuần tiễu bị tấn công bằng súng cá nhân và phóng lựu ở tỉnh Logar, ở về phía Tây Nam Kabul nhưng không ai bị thương tích gì.
Theo tin liên quân đồng minh ngày 9 tháng 10, Hoa Kỳ rút quân khỏi tiền đồn Kamdesh gần biên giới Pakistan. Cuộc triệt thoái sẽ khiến cho phiến quân ở vùng này lên tinh thần. Tiền đồn Kamdesh coi như bị cháy rụi trong cuộc giao tranh. Nhưng điều này không ảnh hưởng đến thời điểm rút quân và lực lượng Hoa Kỳ tại đây sắp đến này dự trù triệt thoái thì cuộc tấn công xảy ra. Lên tiếng bằng điện thoại từ một địa điểm bí mật, phát ngôn viên Taliban Zabiullah Mujahid nói Hoa Kỳ oanh tạc tiền đồn này cũng như đồn cảnh sát sau khi rút đi. "Điều này có nghĩa là họ sẽ không quay trở lại," Mujahid nói. "Đây là một chiến thắng nữa cho phía Taliban. Chúng tôi nay kiểm soát thêm một quận nữa ở vùng Đông Afghanistan." Trong bản thông cáo đưa ra ngày 9 tháng 10 năm 2009, liên quân đồng minh do NATO chỉ huy nói các binh sĩ và chiến cụ được tái phối trí đến một nơi khác ở phía Đông Afghanistan để chuẩn bị cho nhiệm vụ tương lai ở nơi đông dân cư hơn.